# Jeremy Hayward
Pour les articles homonymes, voir Hayward.
Jeremy Hayward est un joueur de hockey sur gazon australien.
Il remporte la médaille d'or aux Jeux olympiques de la jeunesse de 2010.
Hayward faisait partie de l'Australie qui a remporté la Coupe du monde masculine de hockey sur gazon 2014. L'équipe a battu les Pays-Bas 6-1 en finale. Hayward a également reçu le prix du jeune joueur du tournoi lors de cet événement.
Le frère de Jeremy, Leon Hayward est un joueur de hockey sur gazon néo-zélandais - les deux se sont affrontés aux Jeux olympiques de Tokyo en 2021.